# Brochura

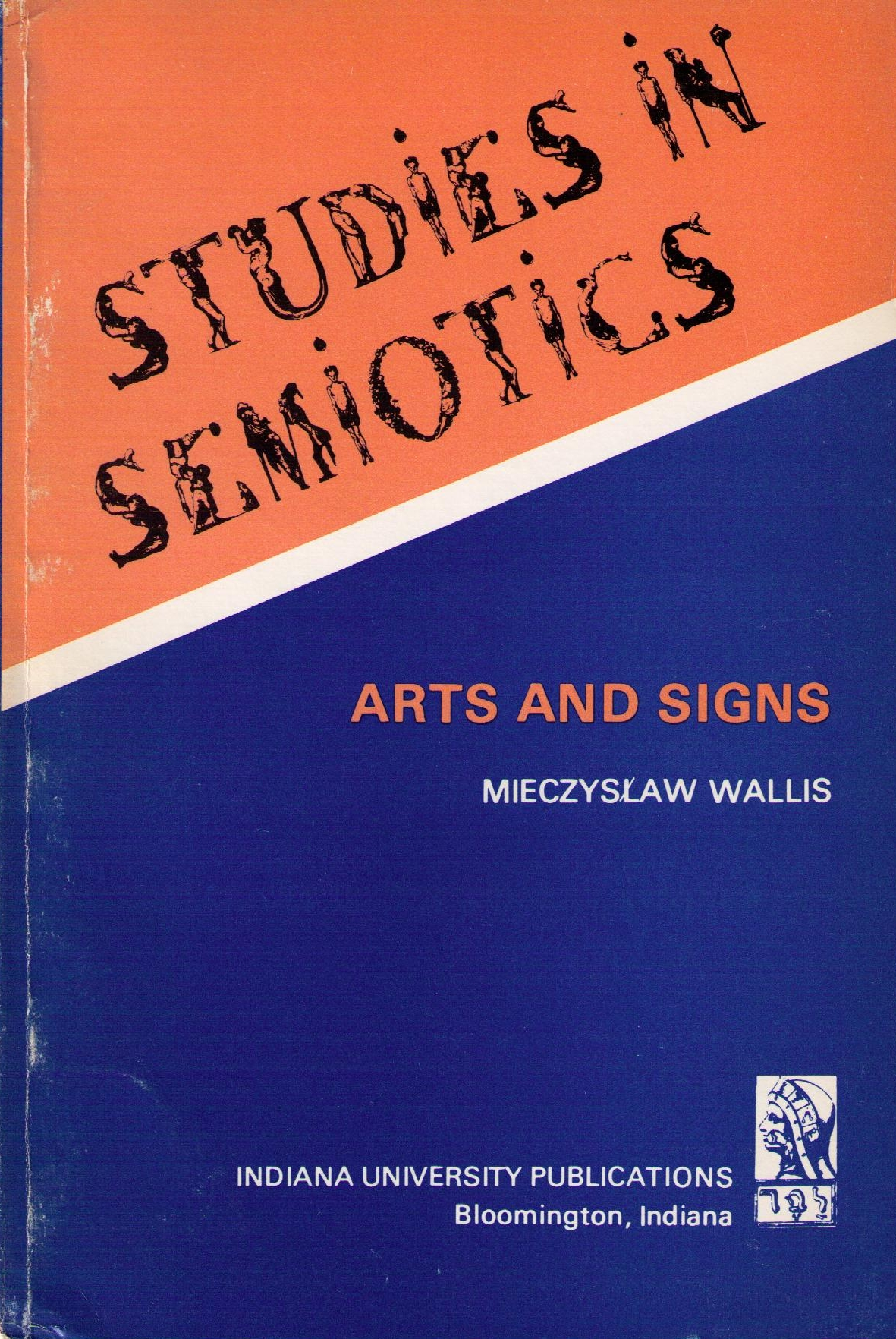
Exemplo de encadernação em brochura.

Brochura é  tipo de encadernação de livros em que o miolo é coberto por uma capa de livro mole, geralmente feita de papel ou cartolina, a qual é colada na lombada, em oposição estão os livros de Hardcover ou livros de capa dura. 
Brochura ou brochagem é também o nome dado à série de operações que asseguram ao livro a reunião das suas folhas (ou cadernos de livro, folheto etc.), prendendo-as entre si, manual ou mecanicamente, mediante costura ou colagem, e finalmente unindo-se esse miolo a uma capa mole, de papel ou cartolina, que é colada à sua lombada (conhecida por lombada quadrada).
O termo também é aplicado, segundo a UNESCO, a folhetos ou livretos de poucas páginas (de 5 a 49, sem contar as páginas da capa).